# James Bolabiu
James Bolabiu (ur. 25 maja 1983 w Suvie) – fidżyjski międzynarodowy sędzia rugby union, specjalizujący się w rugby 7.
Do czwartego roku życia wychowywany był przez ciotkę, resztę dzieciństwa spędził z rodzicami na przeprowadzkach po całym kraju z uwagi na zmiany pracy przez ojca-nauczyciela. W szkołach uprawiał hokej na trawie i lekkoatletykę, w której występował w mistrzostwach kraju szkół, oraz piłkę nożną i rugby. Sędziowania podjął się, gdy jako zawodnik związany był z Namelimeli Rugby Club.
Sędziował w lokalnych rozgrywkach na Fidżi.
Jego pierwszymi poważnymi międzynarodowymi zawodami był turniej rugby 7 na Igrzyskach Wspólnoty Narodów 2006. Rok później jako pierwszy fidżyjski sędzia został nominowany do panelu arbitrów IRB Sevens World Series i znajdował się w nim w sezonach 2007/08, 2008/09, 2009/10, 2011/12, 2012/13 i 2013/14. Z kolei w IRB Women’s Sevens World Series sędziował w sezonach 2012/2013, 2013/2014, 2014/2015 i 2015/2016. Poprowadził spotkania w ramach żeńskiego turnieju rozegranego w ramach LIO 2016, a dwukrotnie, w edycjach 2009 i 2013, sędziował w Pucharze Świata siódemek. Był również arbitrem podczas Mistrzostw Oceanii Mężczyzn 2013.
W rugby piętnastoosobowym doświadczenie zbierał przede wszystkim w meczach juniorów – był arbitrem między innymi w spotkaniu Australian Schoolboys z ich fidżyjskimi rówieśnikami, był również częścią obsady sędziowskiej turniejów rangi mistrzowskiej: MŚ U-19 2007, MŚ U-20 2008 i 2009 oraz Junior World Rugby Trophy 2012.
W rozgrywkach seniorskich zadebiutował meczem Australia A–Fidżi, znajdował się w trójce sędziowskiej w Pucharze Narodów Pacyfiku, w tym sędziował decydujący o tytule mecz edycji 2008 pomiędzy New Zealand Māori a Australią A, Pucharze Trzech Narodów, a także w Pacific Rugby Cup. W 2008 roku na dwa miesiące został oddelegowany do Currie Cup, w roku 2013 prowadził zaś mecz reprezentacji Fidżi z Classic All Blacks zorganizowany dla upamiętnienia setnej rocznicy powstania Fiji Rugby Union oraz spotkania w ramach Oceania Cup 2013.
W 2009 roku otrzymał przyznawane przez FASANOC wyróżnienie Sports Personality of the Year pokonując takie osobowości jak Vijay Singh, Iliesa Tanivula czy Manueli Tulo.